# Ian Frazier
Ian Frazier (* 1951 in Cleveland, Ohio) ist ein US-amerikanischer Schriftsteller mit Schwerpunkt auf dem humoristischen Bereich.

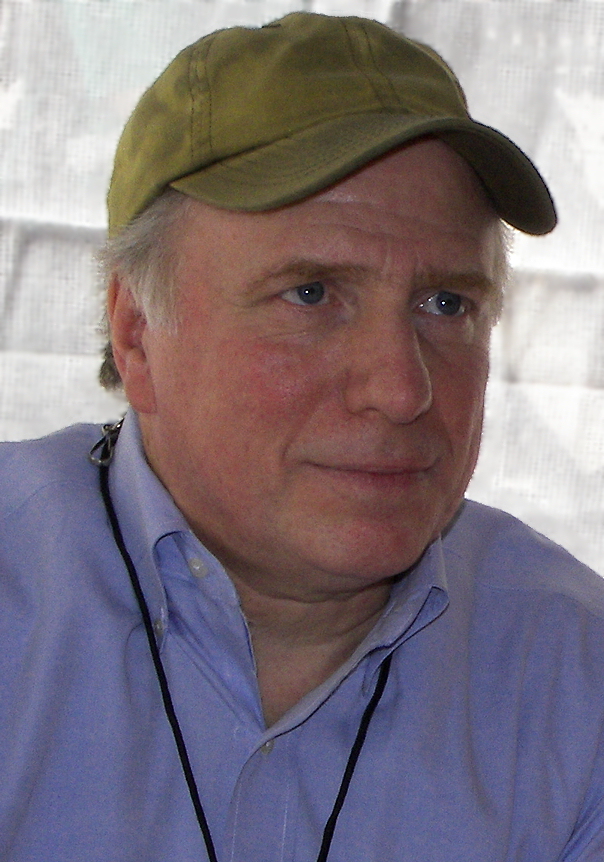
Ian Frazier (2010)

Bekannt ist er vor allem für sein 1989 erschienenes Sachbuch Great Plains, seinen Bestseller Travels in Siberia (2010) sowie als Autor für The New Yorker.

## Leben
Frazier wuchs in Hudson (Ohio) auf. Sein Vater arbeitete als Chemiker für Standard Oil of Ohio. Die Mutter betätigte sich als Amateurschauspielerin auf regionalen Theater-Bühnen.
Frazier besuchte die Western Reserve Academy in Hudson, später die Harvard University, wo er der Redaktion der Satirezeitschrift Harvard Lampoon angehörte. Seinen Abschluss machte er 1973.
Nachdem er das Gebiet der Great Plains verlassen hatte, lebte Frazier in Brooklyn, New York und in Montclair (New Jersey) mit seiner Ehefrau, der Romanautorin Jacqueline Carey und ihren gemeinsamen Kindern Cora und Thomas.
Fraziers am meisten autobiographisches Buch ist Family.

## Karriere als Schriftsteller
Nach dem Studium arbeitete Frazier kurze Zeit als Autor für das Männermagazin Oui in Chicago. Im darauffolgenden Jahr zog er nach New York und wurde Mitarbeiter der Zeitschrift The New Yorker. Er schrieb Dokumentarberichte, Sketche sowie Beiträge für die Rubrik The Talk of the Town.
Im Jahr 1982 zog Frazier nach Montana. Er sammelte dort Material, Anekdoten und Eindrücke, die er später in seinem Buch Great Plains, erschienen 1989, verarbeitete. In den späten neunziger Jahren kehrte er noch einmal in diese Region zurück, um für sein Buch On the Rez zu recherchieren, das sich mit dem Leben der dort lebenden Indianer befasste.
In seinen Sachbüchern wie Great Plains, Family und On the Rez verbindet Frazier die Erzählung in der ersten Person mit gründlichen Untersuchungen von Gegenständen wie der Geschichte der Vereinigten Staaten, den Indianer, dem Angelsport und Outdoor-Aktivitäten.
Frazier ist einer der besten neueren Exponenten des nüchternen New Yorker-Stils. Als Beispiel für diesen Stil mögen die Schlusszeilen des 1985 erschienenen Essays Bear News dienen, der in der 1987 erschienenen Sammlung Nobody Better, Better than Nobody wieder abgedruckt ist.
Beautiful scenery makes its point quickly; then you have to pay attention, or it starts to slide by like a loop of background on a Saturday-morning cartoon… When you see a bear, the spot where you see it becomes instantly different from every place else you've seen. Bears make you pay attention. They keep the mountains from turning into a blur, and they stop your self from bullying you like nothing else in nature. A woods with a bear in it is real to a man walking through it in a way that a woods with no bear is not. Roscoe Black, a man who survived a serious attack by a grizzly in Glacier Park several years ago, described the moment when the bear had him on the ground: "He laid on me for a few seconds, not doing anything…I could feel his heart beating against my heart." The idea of that heart beating someplace just the other side of ours is what makes people read about bears and tell stories about bears and theorize about bears and argue about bears and dream about bears. Bears are one of the places in the world where big mysteries run close to the surface.
Der Kritiker der The New York Times James Gorman beschrieb Fraziers 1996 erschienene Sammlung von humoristischen Texten Coyote v. Acme als solche, die den Leser unwiderstehlich zum Lachen bringen können (in der Titelgeschichte verklagt Wile E. Coyote den Hersteller von verschiedenen raketengetriebenen Gegenständen). Gorman stuft Fraziers erste, 1986 erschienene Sammlung solcher Geschichten unter dem Titel Dating Your Mom, als „eine der besten Sammlungen humoristischer Texte überhaupt“ ein.

## Werke

### Humor
- Dating Your Mom. Picador, New York 1986.
- Coyote v. Acme. Farrar, Straus & Giroux, New York 1996, ISBN 0-374-13033-7.
- Lamentations of the Father. Farrar, Straus & Giroux, New York 2008, ISBN 0-374-28162-9.[8]

### Als Herausgeber einer Anthologie
- Humor Me: An Anthology of Funny Contemporary Writing (Plus Some Great Old Stuff, Too). Ecco, New York 2010.

### Sammlungen von Essays
- Nobody Better, Better than Nobody. Farar, Straus & Giroux 1987, New York, ISBN 0-374-22310-6.
- The Fish’s Eye. 2002.

### Übersetzung
- Daniil Charms: It Happened Like This. übersetzt von Ian Frazier (1998)

### Sachbücher
- Great Plains. Farrar, Straus & Giroux, New York 1989, ISBN 0-374-21723-8.
- Family. Farrar, Straus & Giroux, New York 1994, ISBN 0-374-15319-1.
- On the Rez. Farrar, Straus & Giroux, New York 2000, ISBN 0-374-22638-5.
- Gone to New York: Adventures in the City. Granta, London 2006, ISBN 1-86207-820-3.
- Travels In Siberia. Farrar, Straus & Giroux, New York 2010, ISBN 978-0-374-27872-4.
- Paradise Bronx: The Life and Times of New York’s Greatest Borough. Farrar, Straus and Giroux, New York 2024, ISBN 978-0-374-28056-7.

### Artikel
- Our Local Correspondents: The Rap. In: The New Yorker. 84. Jahrgang, Nr. 40, 8. Dezember 2008, S. 72–81. (Über Derrick Parker, einen britischen Fußballer)
- A Reporter At Large, Travels in Siberia — I: The Ultimate Road Trip. In: The New Yorker. 3. August 2009, S. 36–49. (Über Sibirien)

## Auszeichnungen
1997 erhielt Frazier den Thurber Prize for American Humor für Coyote vs. ACME. 2019 wurde er in die American Academy of Arts and Letters gewählt. 2021 erhielt er eine Guggenheim Fellowship in der Kategorie „General Nonfiction“.